# Quận Hendry, Florida
Quận Hendry là một quận thuộc tiểu bang Florida, Hoa Kỳ. Quận lỵ đóng ở LaBelle6. 
Dân số theo điều tra năm 2010 của Cục điều tra dân số Hoa Kỳ là 39140 người.

## Địa lý
Theo Cục điều tra dân số Hoa Kỳ, quận này có diện tích 3100 km2, trong đó có 96 km2 là diện tích mặt nước.